# Malin Wollin
Malin Wollin, née le 8 décembre 1978, est une journaliste, écrivaine et blogeuse suédoise. Elle écrit des chroniques pour  Aftonbladet et pour le magazine Mama. Elle a aussi le blog "Fotbollsfrun" (en:"Footballers wife"), sur le site web Aftonbladets. En 2008 elle est nommée "Chronicle writer of the Year" pour un gala qui s'est tenu à Cirkus à Stockholm. Elle est en couple avec l'ancien footballeur Joachim Lantz qui a joué pour Kalmar FF, Mjällby AIF et Östers IF. Ils ont quatre enfants et résident ensemble à Kalmar.

## Source de la traduction
- (en) Cet article est partiellement ou en totalité issu de l’article de Wikipédia en anglais intitulé « Malin Wollin » (voir la liste des auteurs).